# 비콜라노족
비콜라노족(Bicolanos)은 필리핀에서 민족언어학적 기준으로 다섯 번째 큰 종족이다.

## 지역
비놀라노족은 루손반도의 남동쪽에 살고 있으며, 지역으로는 알바이, 남카마리네스, 북카마리네스, 카탄두아네스, 마스바테, 그리고 소르소곤이다. 많은 비콜라노족들이 또한 케손 지방 근처에도 살고 있다.

## 인구
비콜라노족의 인구는 약 590만에 달한다. 그들은 철기시대에 도래한 중국 남부 지역 오스트로네시안어족 이주자들의 후손이다. 중국, 아랍, 그리고 스페인 혼혈의 많은 비콜라노족들이 있다. 대부분의 마을 사람들을 스페인 문화와 혼합되었으며, 그들의 언어는 비콜어 또는 비콜라노로 언급된다. 비콜라노 어는 매우 단편적인 언어이며, 그들의 방언은 다른 방언을 말하는 비콜라노 화자들끼리도 서로 이해하지 못한다. 비콜라노족 다수는 스페인 식민지를 거치면서 기독교 개종이 이루어졌기 때문에 대부분 독실한 로마 가톨릭교회 신자이다. 비콜 지역에서는 많은 교회에서 매일 미사가 이어진다.

## 문화와 특징

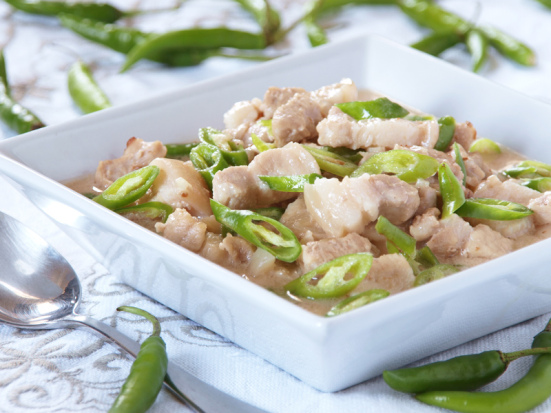
비콜 익스프레스

비콜라노들의 요리는 주로 매운 고추와 가타(코코넛 밀크)를 이용한 요리로 잘 알려져 있다. 외부에 비콜 익스프레스로 요리로 알려진 ‘굴라이 나 라다’(gulay na lada)는 현지의 고추와 코코넛 우류를 이용한 풍미있는 요리이다.
다른 이웃 지역과 같이, 비콜라노족 여성들은 가사 노동에 도움을 주어야 한다. 그들은 심지어 결혼 이후에도 도움을 제공하기를 기대한다. 반면 비콜라노족 남성들은 가내 주수입원이 되어야 하고, 가족을 재정적으로 지원할 수 있어야 한다.
비콜라노들은 또한 매우 종교적인 종족으로 알려져 있다. 그들은 교육과 사회적 지위에 높은 중요성을 두고, 지역적이고, 친근하고, 모험을 즐긴다. 알려진 것과는 달리, 모든 비콜라노족이 매운 것을 좋아하는 것은 아니며, 남자도 종종 요리를 할 줄 안다.

## 같이 보기
- 타갈로그족
- 카팜팡안족
- 일로카노족
- 이바탄족
- 팡가시난족
- 네그리토
- 비사야족
- 루마드족
- 모로족